# Мили (ТВ филм)
„Мили” је југословенски ТВ филм из 1975. године. Режирао га је Владимир Момчиловић а сценарио је написао Гордан Михић.

## Улоге
| Глумац           | Улога |
| ---------------- | ----- |
| Вера Чукић       |       |
| Предраг Лаковић  |       |
| Владимир Поповић |       |
| Бора Тодоровић   |       |